# El dragón de papá (película)
El dragón de papá (en inglés, My Father's Dragon) es una película de aventuras de fantasía animada en 2D irlandesa-estadounidense de 2022 dirigida por Nora Twomey con un guion de Meg LeFauve, quien coescribió la historia con John Morgan. Está basada en la novela infantil de 1948 del mismo nombre de Ruth Stiles Gannett. La película también está dedicada a Morgan, quien ya había muerto. Está protagonizada por las voces de Jacob Tremblay, Gaten Matarazzo, Golshifteh Farahani, Dianne Wiest, Rita Moreno, Chris O'Dowd, Judy Greer, Alan Cumming, Yara Shahidi, Jackie Earle Haley, con Whoopi Goldberg e Ian McShane.
Coproducida con Netflix Animation, Mockingbird Pictures y Cartoon Saloon, la película se estrenó originalmente en 2021 en Netflix, pero se retrasó para su estreno en Netflix el 11 de noviembre de 2022, después de un estreno limitado en cines en Irlanda, Estados Unidos y el Reino Unido el 4 de noviembre. La película recibió críticas positivas de los críticos.

## Argumento
Una anciana invisible cuenta la historia de su padre, Elmer Elevator, cuando era niño. Él y su madre Dela eran dueños de una tienda de dulces en un pequeño pueblo, pero pronto se vieron obligados a cerrar y mudarse cuando la gente del pueblo se mudó. Se mudan a una ciudad lejana donde planean abrir una nueva tienda, pero finalmente pierden todo el dinero que han ahorrado mientras sobreviven.
Elmer pronto se hace amigo de un gato y finalmente se le ocurre la idea de mendigar el dinero necesario para la tienda, solo para que su madre le diga que es una causa perdida. Enfadado, Elmer corre hacia los muelles para estar solo. El Gato se acerca a él y comienza a hablarle, para su sorpresa. Ella le dice que en una isla, Wild Island, más allá de la ciudad yace un dragón que probablemente pueda ayudarlo. Elmer acepta la tarea y es transportado a la isla gracias a una ballena burbujeante llamada Soda. Una vez que llegan a Wild Island, Soda explica que un gorila llamado Saiwa está usando al dragón para evitar que la isla se hunda, pero sigue siendo ineficaz.
Elmer libera al dragón, un tonto llamado Boris, y se embarcan en una aventura para encontrar una tortuga llamada Aratuah para descubrir cómo Boris puede evitar que la isla se hunda durante el próximo siglo, ya que los de su especie lo han estado haciendo desde siempre y lo hará. ser un "After Dragon", pero no puede volar debido a que su ala se rompió después de que Elmer lo salva y se revela que tiene miedo tanto del agua como del fuego y hacen un acuerdo de que Boris ayudará a Elmer a recaudar suficiente dinero para comprar una nueva tienda y dejará libre a Boris una vez que termine. En el camino, se encuentran con algunos de los habitantes de las islas, como Cornelius el cocodrilo, los hermanos tigres Sasha y George y una madre rinoceronte llamada Iris, mientras intentan evadir a Saiwa y su ejército de monos.
Pronto llegan al caparazón de Aratuah, pero Elmer descubre que murió y se va mientras la isla continúa hundiéndose. Mientras descansan en una flor, Saiwa y sus fuerzas los encuentran y Saiwa revela que sabía sobre la muerte de Aratuah, lo que enfurece a su segundo al mando macaco, Kwan, quien procede a usar un hongo gigante como balsa para salir de la isla. convencido de que es inútil salvar. Mientras vuela con Boris, Elmer tiene una epifanía; son las raíces debajo de la isla las que la tiran hacia abajo. Consigue convencer a Boris para que vuele con todas sus fuerzas y mientras Boris logra liberar la isla de dos de las raíces, se ahoga cuando se ve abrumado por su miedo al fuego y al estrellarse, Elmer cae de la isla.
Saiwa salva a Elmer, quien revela que él y los otros animales están evacuando la isla y reprende a Elmer por querer usar a Boris para sus propios méritos. Luego revela que una vez que se enteró de la muerte de Aratuah, tuvo miedo de hacer que todos se preocuparan más y se preocupó aún más cuando Boris apareció para salvar la isla, pero Saiwa estaba cansado de su personalidad tonta, por lo que mintió y dijo que sabía cómo. para controlar a Boris. Queriendo arreglar las cosas, Elmer regresa a la isla donde Boris le dice que encontró una manera de salvarla saltando al fuego y, finalmente, estalla y levanta mágicamente la isla del mar, convirtiéndose finalmente en un After Dragon.
Boris lleva a Elmer a casa y pasa junto a un sorprendido Kwan que reside en los árboles de mandarina. Elmer se reúne con su madre y la película termina con Elmer abrazando su nueva vida en la ciudad con su hija narrando el final de la historia.

## Reparto de voz
- Jacob Tremblay como Elmer Elevator[5]
- Gaten Matarazzo como Boris, el Dragón
- Golshifteh Farahani como Dela Elevator, la madre de Elmer[6]
- Ian McShane como Saiwa, el gorila
- Chris O'Dowd como Kwan, el macaco
- Jackie Earle Haley como Tamir, el Tarsero
- Dianne Wiest como Iris, el rinoceronte
- Rita Moreno como Sra. McClaren
- Judy Greer como Soda, la ballena
- Alan Cumming como Cornelius, el cocodrilo[7]
- Yara Shahidi como Callie
- Whoopi Goldberg como El gato
- Mary Kay Place como La narradora
- Leighton Meester como Sasha, la tigresa, y la hermana de George
- Spence Moore II como George, el tigre, y el hermano de Sasha
- Adam Brody como Bob
- Charlyne Yi como Magda
- Jack SA Smith como Eugene
- Maggie Lincoln como Gertie

## Producción
En junio de 2016, se informó que Cartoon Saloon estaba desarrollando una adaptación de My Father's Dragon, con Tomm Moore y Nora Twomey como codirectores. En noviembre de 2018, Netflix anunció que se había sumado al proyecto. Twomey era ahora el único director.
En abril de 2022, se reveló el elenco junto con una primera imagen de la película, y Mychael y Jeff Danna como los compositores de la banda sonora.

## Lanzamiento
El dragón de papá tuvo su estreno mundial en el 66.º Festival de Cine de Londres BFI el 8 de octubre de 2022. El estreno norteamericano fue en el Animation Is Film Festival el 22 de octubre de 2022.
En noviembre de 2018, Netflix anunció previamente que la película se estrenaría en 2021. Sin embargo, en enero de 2021, el director ejecutivo de Netflix, Ted Sarandos, reveló que el lanzamiento de la película podría trasladarse a "2022 o posterior", para cumplir con los criterios de Netflix de lanzar seis funciones animadas por año. La película se proyectó en cines selectos por tiempo limitado en Irlanda, Estados Unidos y el Reino Unido el 4 de noviembre de 2022. Fue estrenado en Netflix el 11 de noviembre de 2022.

## Recepción

### Respuesta crítica
En el sitio web del agregador de reseñas Rotten Tomatoes, el 87% de las reseñas de 60 críticos son positivas, con una calificación promedio de 7.2/10. El consenso del sitio web dice: "El dragón de papá volará particularmente alto entre los espectadores muy jóvenes, pero esta aventura animada tiene algo que ofrecer a las audiencias de todas las edades". y en Metacritic, la película tiene una puntuación de 74 sobre 100, según 20 críticos, lo que indica "críticas generalmente favorables".

### Reconocimientos
| Premio                          | Fecha de la ceremonia   | Categoría                                           | Destinatarios                                                                        | Resultado | Ref.          |
| ------------------------------- | ----------------------- | --------------------------------------------------- | ------------------------------------------------------------------------------------ | --------- | ------------- |
| Animation is Film Festival      | 22 de octubre de 2022   | Premio Especial del Jurado                          | El dragón de mi papá                                                                 | Ganadora  | [ 17 ] [ 18 ] |
| Hollywood Music in Media Awards | 16 de noviembre de 2022 | Mejor Canción Original en una Película de Animación | Mychael Danna, Jeff Danna, Frank Danna, Nora Twomey, Meg LeFauve ("Lift Your Wings") | Nominados | [ 19 ]        |